# Saint-Étienne-de-Vicq
Saint-Étienne-de-Vicq is een gemeente in het Franse departement Allier (regio Auvergne-Rhône-Alpes) en telt 431 inwoners (1999). De plaats maakt deel uit van het arrondissement Vichy.

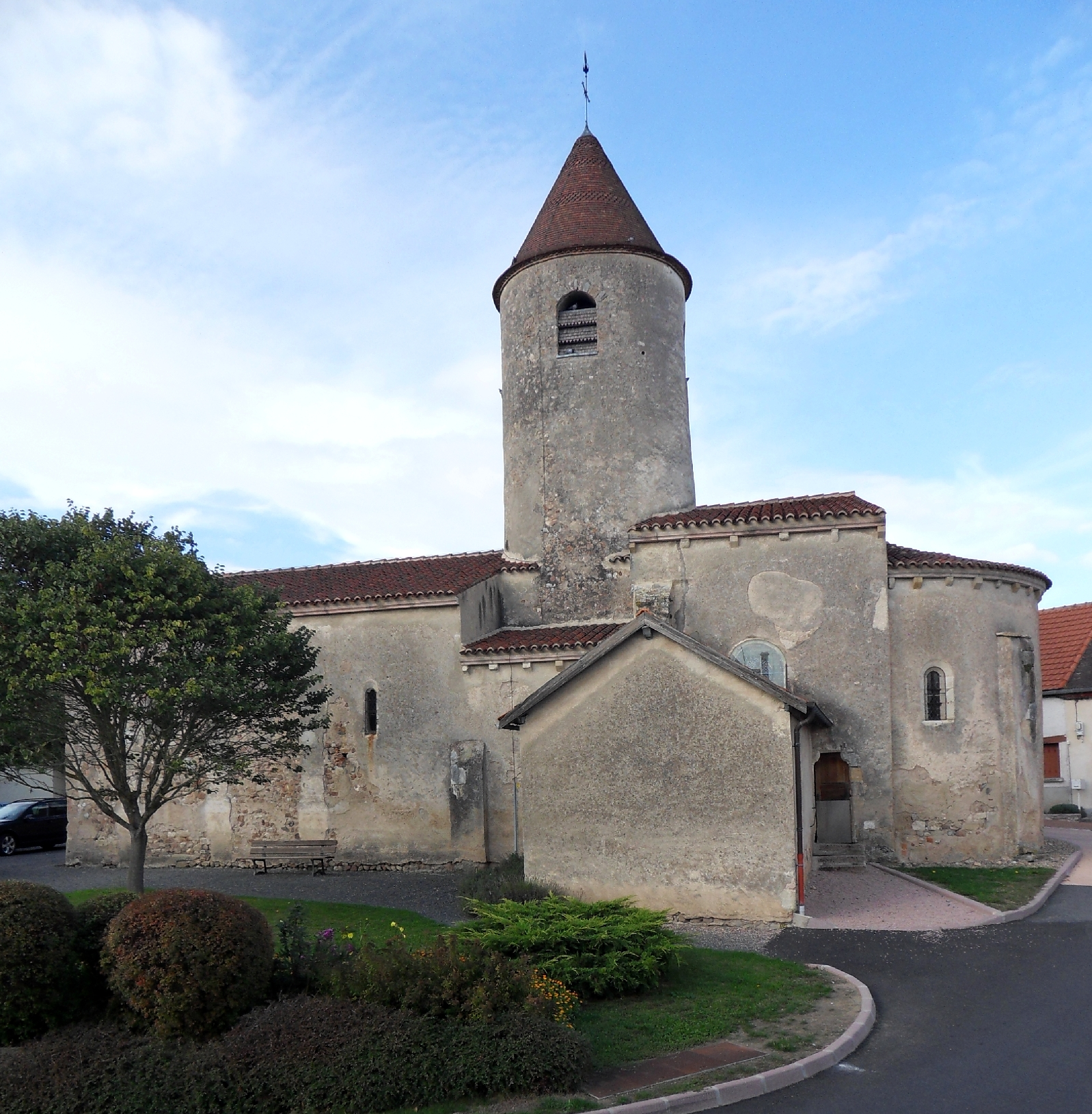
Kerk van Saint-Étienne-de-Vicq
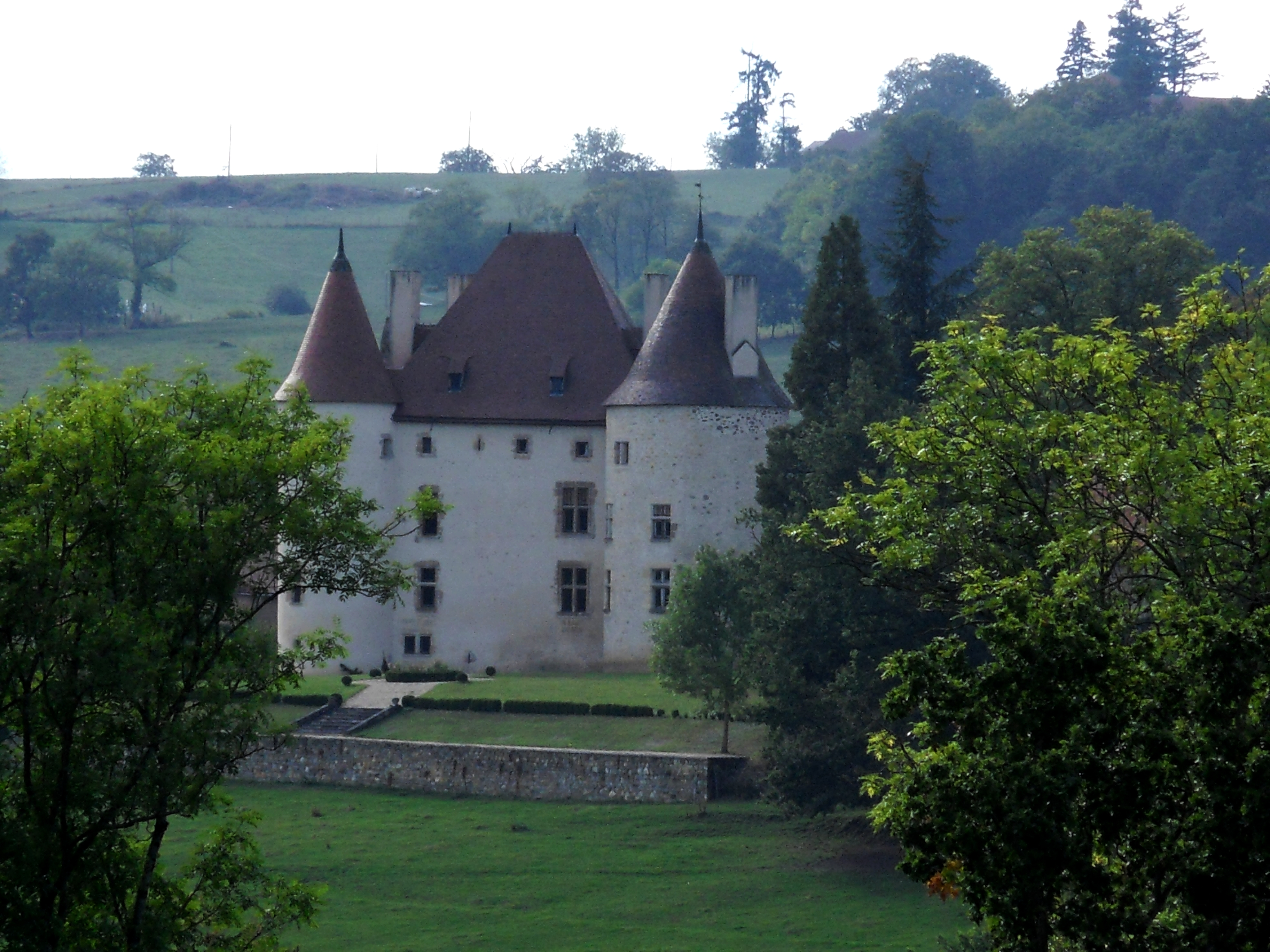
Château de Verseilles in Saint-Étienne-de-Vicq

## Geografie
De oppervlakte van Saint-Étienne-de-Vicq bedraagt 19,3 km², de bevolkingsdichtheid is 22,3 inwoners per km².
De onderstaande kaart toont de ligging van Saint-Étienne-de-Vicq met de belangrijkste infrastructuur en aangrenzende gemeenten.

## Demografie
Onderstaande figuur toont het verloop van het inwonertal (bron: INSEE-tellingen).
Vanwege een beveiligingsprobleem met de MediaWiki Graph-software is het momenteel niet mogelijk deze grafiek weer te geven. Zodra de software is bijgewerkt zal de grafiek vanzelf weer zichtbaar worden.